# Ketzelsdorf (Gemeinde Poysdorf)
Ketzelsdorf ist eine Ortschaft und eine Katastralgemeinde der Stadtgemeinde Poysdorf im Bezirk Mistelbach in Niederösterreich. Die Ortschaft hat 200 Einwohner (Stand 1. Jänner 2024). Bis Ende 1970 war Ketzelsdorf eine eigenständige Gemeinde.

## Geografie
Das vom Ortsbach durchflossene Dorf liegt südöstlich von Poysdorf. Durch den Ort führte bis 2007 die Bahnstrecke Dobermannsdorf–Poysdorf; die Gleise wurden Ende 2012 abgebaut und die Trasse zum Radweg umfunktioniert. Zur Katastralgemeinde zählt auch die Schwayermühle.

## Geschichte
Der Ort wurde erstmals im Jahr 1135 als Chezilinsdorf erwähnt, was als Dorf des Chezilin zu verstehen ist. Durch den Ort verlief früher die Fürstenstraße.
Laut Adressbuch von Österreich waren im Jahr 1938 in der Ortsgemeinde Ketzelsdorf ein Binder, ein Fleischer mit Gastwirtschaft, zwei Gemischtwarenhändler, ein Maler, ein Müller, ein Schmied, ein Schneider und zwei Schneiderinnen, drei Schuster, ein Tischler, drei Weinsensale und einige Landwirte ansässig.
Mit 1. Jänner 1971 wurden im Zuge der Niederösterreichischen Kommunalstrukturverbesserung die bis dahin selbständigen Gemeinden Erdberg, Föllim, Ketzelsdorf, Poysbrunn, Walterskirchen und Wetzelsdorf nach Poysdorf eingemeindet.

## Kultur und Sehenswürdigkeiten
- Katholische Filialkirche Ketzelsdorf hl. Johannes Nepomuk
- Alte Geringen, eine Kellergasse mit Blick über Ketzelsdorf und das Tal des Poybachs